# Рейниш, Ольга
Ольга Рейниш (Пресайзен) (род. 16 сентября 1965 года) — советская и украинская шашистка. Чемпионка мира по русским шашкам 1996 года и бронзовый призёр 1994, 2005 годов. Серебряный призёр чемпионата Европы 2004 (блиц), Чемпионка Украины по русским шашкам (2001, 2002, 2003, 2006), Чемпионка Украины по международным шашкам (1985, 1986, 1991, 1997). Международный гроссмейстер (1998).
Проживает в Киеве. Выступала за спортивное общество «Авангард». В 1982 году получила звание мастер спорта СССР.